# مسطرة المقياس
مسطرة المقياس هي أداة لقياس المسافات ونقل القياسات بنسبة ثابتة للطول؛ وهناك مثالان شائعان هما مقياس المهندس ومقياس المعماري.

## مقياس المعماري

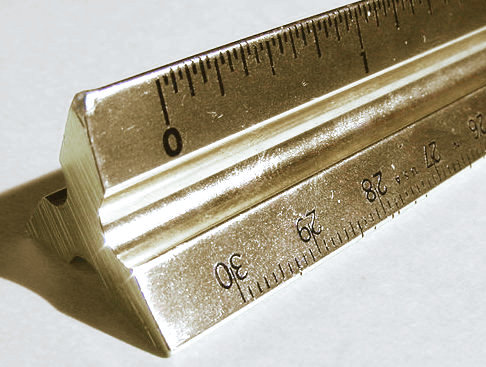
مسطرة مقياس معماري ثلاثية، مصنوعة من النحاس الأصفر

مسطرة المقياس للمهندس المعماري هي مسطرة متخصصة مصممة لتسهيل صياغة وقياسالرسومات المعمارية، مثل المساقط الأفقية للطابق والإسقاطات العمودية. في المصطلحات العلمية والهندسية، أي جهاز لقياس المسافة الخطية وخلق قياسات خطية متناسبة يسمى مقياس. آداة رسم الخطوط المستقيمة تسمى حافة مستقيمة أو مسطرة. في الاستخدام الشائع على حد سواء يشار إلى كليهما باسم المسطرة.
لأن مقياس هذه الرسومات غالبا ما يكون أصغر من الحجم الواقعي، فإن مقياس المهندس المعماري يتميزبوحدات متعددة من الطول والزيادات الطولية النسبية.
من أجل الدقة والتعمير، يجب أن تكون المواد المستخدمة مستقرة الأبعاد ومتينة. كانت المقاييس تصنع تقليديا من الخشب، ولكنها اليوم مصنوعة عادة من البلاستيك المتين أو الألومنيوم. قد تكون المقاييس المعمارية مسطحة، مع 4 موازين، أو يمكن أن يكون لها مقطع عرضي متماثل ذو 3 فصوص، مع 6 موازين.

### الولايات المتحدة والوحدات الإمبراطورية
في الولايات المتحدة، وقبل عملية الميزنة في بريطانيا وكندا وأستراليا، تم وضع علامة على المقاييس المعمارية كنسبة من x بوصات لكل قدم (عادة مكتوبة بشكل x"=1'-0"). على سبيل المثال، بوصة واحدة تقاس من رسم مع مقياس من «بوصة واحدة لكل قدم» ما يعادل قدم واحدة في العالم الحقيقي (مقياس 1:12) في حين أن بوصة واحدة تقاس من رسم مع مقياس «بوصتين إلى قدم» ما يعادل ست بوصات في العالم الحقيقي (مقياس 1: 6). لا ينبغي الخلط بينه وبين النسبة بدون وحدة (بوصة إلى بوصة) - مقياس معماري 1: 5 سيكون مقياس 1: 60 بدون وحدة.
الجداول النموذجية المستخدمة في الولايات المتحدة هي:
- المقياس الكامل، مع بوصة مقسمة إلى ستة عشر جزء من البوصة الواحدة

يتم تجميع المقاييس التالية بشكل عام في أزواج باستخدام نفس خط الفهرسة المزدوجة العدد (يتم قراءة مقياس واحد من اليمين، ويتم قراءة المقياس الآخر من اليسار):
- ثلاثة بوصات لكل قدم (3 «= 1'-0») (نسبة مكافئة 1: 4) / واحد ونصف بوصة لكل قدم (1 1/2 «= 1 '-0 ») (1: 8)
- بوصة لكل قدم (1 «= 1'-0») (1:12) / نصف بوصة لكل قدم (1/2 «= 1'-0») (1 : 24)
- ثلاثة أرباع بوصة لكل قدم (3/4 «= 1'-0») (1:16) / ثلاثة ثمانين بوصة لكل قدم (3/8 «= 1'-0 ») (1:32)
- ربع بوصة لكل قدم (1/4 «= 1'-0») (1:48) / ثمن بوصة لكل قدم (1/8 «= 1'-0 ») (1:96)
- ثلاثة إلى ستة عشر بوصة لكل قدم (3/16 «= 1'-0») (1:64) / ثلاثة إلى ثلاث وثلاثين بوصة لكل قدم (3/32 «= 1» 0 ») (1: 128)

### الوحدات المترية
مسطرة مقياس المهندس المعماري المستخدمة في بريطانيا وغيرها من البلدان التي تتبع النظام المتري تحتوي على علامات لنسب دون مرجع للوحدة الأساسية. ولذلك، فإن الرسم يشير إلى كل من مقياس (نسبة) وحدة القياس المستخدمة.
في بريطانيا، وفي أماكن أخرى، الوحدات القياسية المستخدمة في الرسومات المعمارية تنتميلنظام الوحدات الدولي وهي وحدات (مليمتر) (مم) و متر (م)، بينما في فرنسا سنتيمتر (سم) والمتر هي الأكثر استخداما.
أما المقاييس الأقل شيوعا فهي:
- 1:25/1:250
- 1:331⁄3

## مقياس المهندس

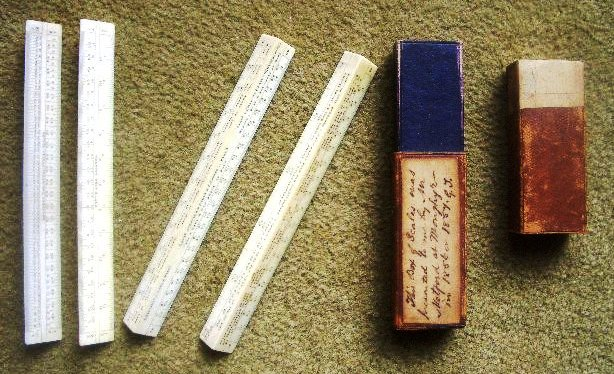
قدمت مجموعة من مقياسات المهنس لعام 1850 المصنوعة من العاج للمهندس المدني للسكك الحديدية جورج تورنبول في الهند. حفر عليها 16 مقياس.

مسطرة مقياس المهندس هي أداة لقياس المسافات ونقل القياسات بنسبة ثابتة من الطول. وعادة ما تكون مصنوعة من البلاستيك أو الألومنيوم، وبطول يبلغ أكثر من 12 بوصة (305 مم)، ولكن مع 12 بوصة فقط من العلامات، وتكون النهايات غير محددة بحيث لا تزول علامات القياس الأولى والأخيرة. يتم استخدامها في صنع الرسومات الهندسية، المعروفة عادة بالمخططات، وتكون الطبعة الزرقاء أو المساقط الأفقية بمقياس معين. على سبيل المثال، «حجم العُشر» سوف يظهر على الرسم للإشارة إلى جزء أكبر من الرسم على الورق نفسه. لا ينبغي أن تستخدم لقياس أجزاء تم تشكيلها لمعرفة ما إذا كانت تلبي المواصفات.
في الولايات المتحدة يتم تقسيم هذا المقياس إلى كسور عشرية من للبوصة الواحدة، ولكن يحتوي على مقطع عرضي يشبه مثلث متساوي الأضلاع، مما يتيح للمسطرة أن يكون لها ستة حواف مفهرسة للقياس. وتنقسم الحافة إلى أعشار البوصة الواحدة، وتلك اللاحقة تكون محددة بعلامات مباشرة للعشرينات، والثلاثينات، والأربعينات، والخمسينات، وأخيرا الستينات من البوصة. يشار إليها بمقياس 1:10، 1:20، 1: 30,1: 40، 1:50 أو 1:60. عادة ما تستخدم في تطبيقات الهندسة المدنية 1:10 (1 «= 10») للرسومات التفصيلية، وتستخدم جداول 1:20 و 1:40 للمساقط الأفقية للأعمال، وعادة ما تستخدم 1:60 فقط لإظهار مساحات كبيرة من المشروع.
مسطرة مقياس المهندس دخلت إلى الاستخدام الفعلي عندما تطلبت قطع غيار الآلات دقة أكبر من الكسور الثنائية المعتادة للبوصة، كما هو الحال في المقياس المعماري للمنازل والأثاث. وقد استخدمت، على سبيل المثال، في وضع لوحات الدارات المطبوعة مع تباعد للحواف عن الدوائر المتكاملة على أنها واحد إلى عشرة من البوصة.

## انظر ايضًا
- نظام متري
- نظام الوحدات الدولي
- وحدات قياس